# Ян Ґрущиньський
Ян Ґрущиньський гербу Порай (нар. 1405 — пом. 8 жовтня 1473) — польський римсько-католицький і державний діяч, Куявсько-Поморський єпископ (1451–1463), Краківський єпископ (1463–1464), архієпископ Ґнєзненський і Примас Польщі (1464–1473); секретар королівський (1450–1454), канцлер великий коронний (1455–1469).

## Життєпис
Народився Ян близько 1405 року в Івановицях у Сєрадзькій землі. Був найстаршим сином хорунжого меншого сєрадзького Яна із Ґрущиць та Івановиць і Малґожати з Нарамиць і Парциць гербу Лодзя. Мав 5 братів: Марціна — доктора декретів і каноніка ґнєзненського, Міколая — хорунжого каліського, Анджея — каноніка познанського, Бартломея — каштеляна каліського, Якуба.
З 1431 року Ян навчався в Академії Краківській.

### Політична кар'єра
Одночасно з навчанням в університеті Ян Ґрущиньський почав працювати у королівській канцелярії королівським писарем (1430—1450). 1440 року перебував у почті короля Владислава III Варненчика, який вирушив до Угорщини, щоб зайняти престол. 1442 року король протегував йому при отриманні пробства у Сєрадзі. 1444 року повернувся до Польщі, привіз королівські інструкції на Пйотркувський з'їзд і закликав духовенство підкоритися папі Євгенію IV. Після загибелі короля Владислава Варненчика, продовжив працювати в канцелярії його наступника Казимира IV Ягеллончика, будучи одним із співавторів політики централізації. Протягом 1450–1454 років був секретарем королівським.
1455 року Ґрущиньський був призначений канцлером великим коронним, керував польською політикою під час Тринадцятирічної війни. Підтримуючи тісні зв'язки з антитевтонським Прусським союзом, він стає прихильником об'єднання Пруссії з Польським королівством, підтримував зусилля короля Казимира Ягеллончика щодо цього. Протягом 1456—1457 років був намісником-великорадцею Великопольщі та Пруссії, посприяв викупу Мальборка у Тевтонського ордену (1457). Він здійснив великий вплив на переговори та укладення договору з чеським королем Їржі з Подєбрад у Ґлоґуві 1462 року.
1463 року Ян Ґрущиньський очолив польську делегацію на переговорах із Тевтонським орденом у Бжесць-Куявському, а 1466 року він був присутній при укладанні угоди з тевтонськими лицарями у Торуні, став гарантом Торунського миру. 1468 року у Ґрущиньського під час перебування в Бидгощі стався параліч лівого боку. 1469 року, будучи частково паралізованим, склав обов'язки канцлера, проте зберіг близькі контакти з королем, якого він і надалі супроводжував у численних подорожах і зустрічах.

### Духовна кар'єра

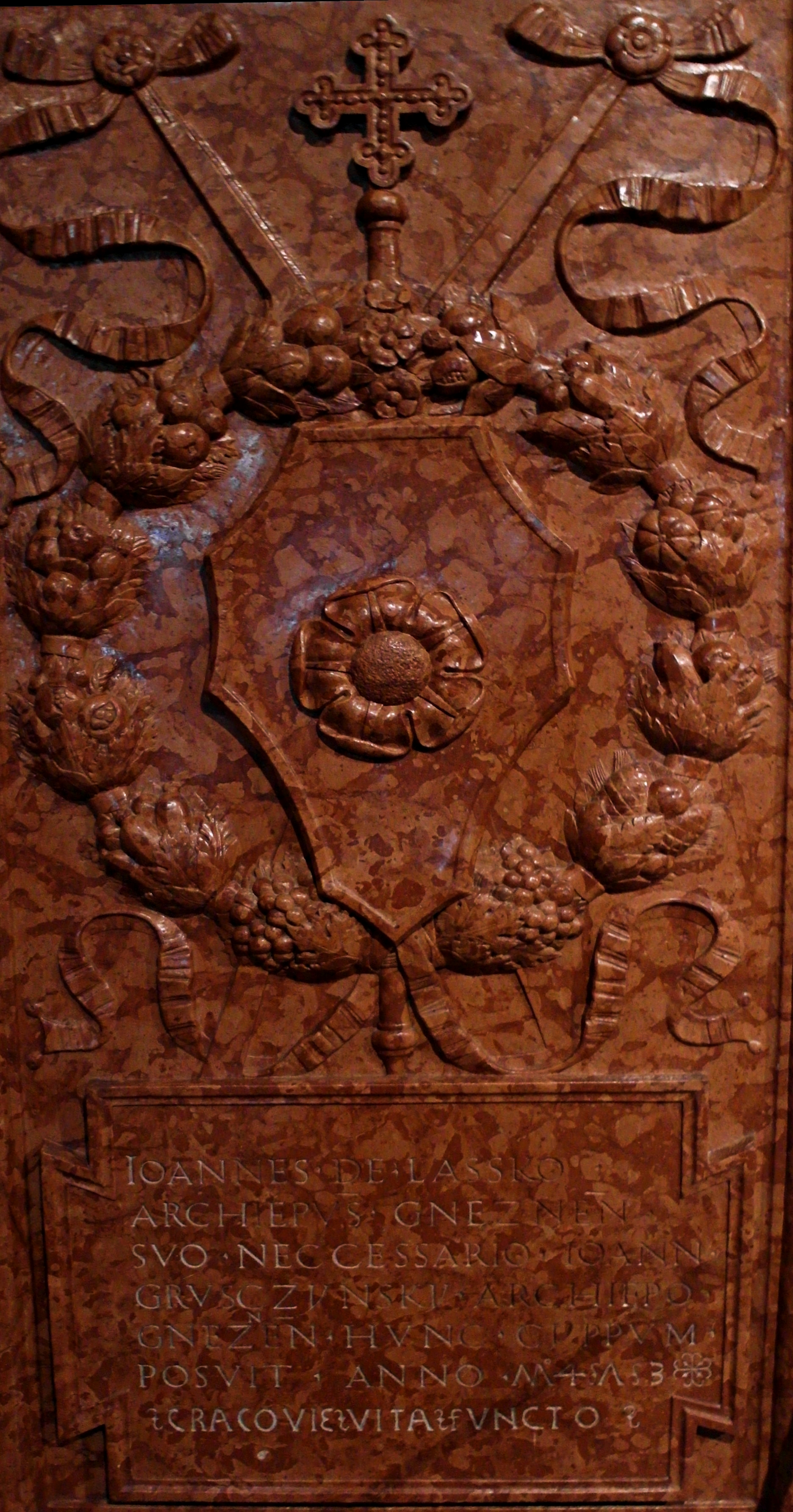
Надгробок Яна Ґрущиньського у Ґнєзненській катедрі роботи Яна Флорентчика, близько 1520 року

Ян Ґрущинський обіймав ряд духовних посад: каноніка й архідиякона міста Егера (Угорщина) (1440—1441), пробста сєрадзького (1442), каноніка капітули Святого Єжи на Вавелю (1442), кустоса краківського (1443—1450), каноніка ґнєзненського (1444), познанського (1445—1449), влоцлавського (1447) і краківського (1448), декана краківського (1449).

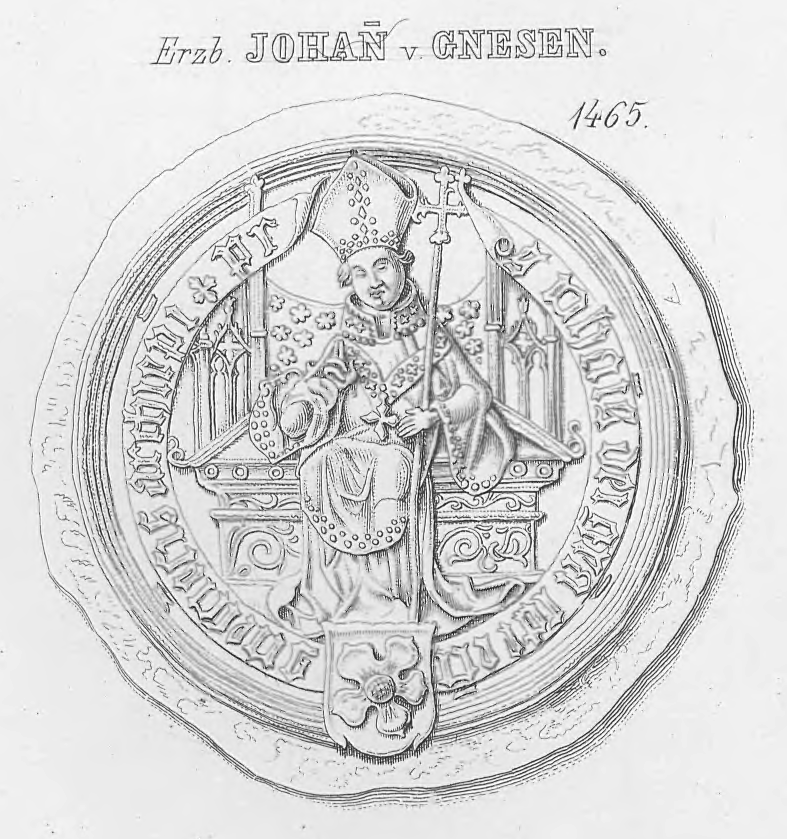
Печатка архієпископа Яна Ґрущиньського 1465 року

1448 року Яна Ґрущиньського король номінував на посаду єпископа Куявсько-Поморського, капітула обрала його 1450 року, проте лише 12 січня 1451 року здобув папське погодження, єпископське освячення прийняв 27 червня 1451 року у Костелі Воздвиження Чесного Хреста у Колі. 3 листопада 1452 року він засновує цех шевців, настарішу цехову організацію у Влоцлавеку і затверджує його статут, уточнюючи порядок релігійного життя в цеху та умови вступу до нього.
У серпні 1453 року був у складі посольства для укладення шлюбної угоди між королем Казимиром та Єлизаветою Ракушанкою. Будучи наближеною особою короля, він у листопаді 1454 року привіз майбутню королеву до Кракова та брав активну участь у королівському шлюбі.
28 січня 1456 року, внаслідок приєднання Гданська до Польського королівства, заснував там 6 нових парафій: Св. Марії, св. Катерини, св. Івана, св. Петра і Павла, св. Варфоломія та св. Варвари. 1460 року був королем номінований Краківським єпископом усупереч капітулі, котра вибрала Яна Лютека із Бжезя, та всупереч папі, який призначив на цю посаду Якуба з Сенна. Проте, єпископство обійняв урешті-решт папський кандидат.
14 грудня 1463 року Ґрущиньський був призначений Краківським єпископом, майже за рік, 19 жовтня 1464 року, — архієпископом Ґнєзненським і Примасом Польщі. Під час свого понтифікату він брав більше участь у державній політиці, ніж в управлінні дієцезією, однак скликав п'ять провінційних синодів, головним результатом яких було оподаткування духовенства для боротьби з тевтонськими лицарями. Для цього в 1465–1466 роках він виділив частину цінностей зі скарбниці Ґнєзненського собору. 1470 року отримав від папи Павла ІІ дозвіл на заснування монастиря бернардинів у Ловичі.
Ян Ґрущиньський раптово помер у Кракові 8 жовтня 1473 року, був похований у Ґнєзненському катедральному соборі. Його пізніший наступник Ян Ласький близько 1520 року зробив йому чудовий надгробок із червоного мармуру — роботи Яна Флорентчика з Естергома. Наразі його останки покояться в костелі Святої Катерини Александрійської, заснованому Ґрущиньськими в їхньому маєтку Івановицях.